# Азбрук-Сюд

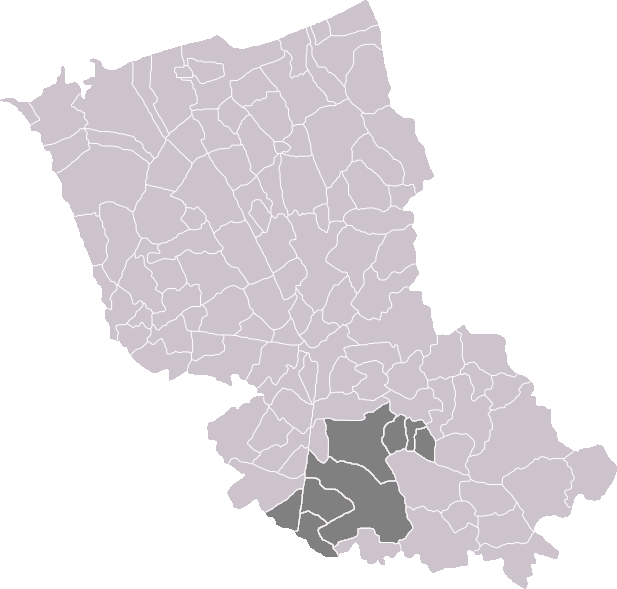
Кантон Азбрук-Сюд в составе округа

Азбру́к-Сюд (фр. Hazebrouck-Sud) — упразднённый кантон во Франции, регион Нор — Па-де-Кале, департамент Нор. Входил в состав округа Дюнкерк.
В состав кантона входили коммуны (население по данным Национального института статистики за 2011 г.):
- Азбрук (8 554 чел.) (частично)
- Безегем (699 чел.)
- Борр (580 чел.)
- Морбек (2 643 чел.)
- Прадель (370 чел.)
- Стеенбек (1 746 чел.)
- Стразеель (833 чел.)
- Тьенн (826 чел.)

## Экономика
Структура занятости населения (без учёта города Азбрук):
- сельское хозяйство - 9,0 %
- промышленность - 34,0 %
- строительство - 15,1 %
- торговля, транспорт и сфера услуг - 18,6 %
- государственные и муниципальные службы - 23,3 %

Уровень безработицы (2010) - 7,3 % (Франция в целом - 12,1 %, департамент Нор - 15,5 %). 

Среднегодовой доход на 1 человека, евро (2010) -  24 695 (Франция в целом - 23 780, департамент Нор - 21 164).

## Политика
На президентских выборах 2012 г. жители кантона отдали в 1-м туре Франсуа Олланду 28,1 % голосов против 24,7 % у Николя Саркози и 22,6 % у Марин Ле Пен, во 2-м туре в кантоне победил Олланд, получивший 52,5 % голосов (2007 г. 1 тур: Саркози - 27,7 %, Сеголен Руаяль - 24,2 %; 2 тур: Саркози - 50,1 %). На выборах в Национальное собрание в 2012 г. по 15-му избирательному округу департамента Нор они поддержали мэра Азбрука, кандидата социалистов Жана-Пьера Аллосери, набравшего 42,4 % голосов в 1-м туре и 58,9 % - во 2-м туре. (2007 г. Франсуаза Осталье (Радикальная партия): 1-й тур: - 36,9 %, 2-й тур - 50,7 %). На региональных выборах 2010 года в 1-м туре список социалистов победил, собрав 31,4 % голосов против 22,9 % у занявшего 2-е место списка «правых» во главе с СНД. Во 2-м туре единый «левый список» с участием социалистов, коммунистов и «зелёных» во главе с Президентом регионального совета Нор-Па-де-Кале Даниэлем Першероном получил 50,2 % голосов, «правый» список во главе с сенатором Валери Летар занял второе место с 29,4 %, а Национальный фронт Марин Ле Пен с 20,5 % финишировал третьим.
|  | Кандидат         | Партия                  | % голосов |
|  | ---------------- | ----------------------- | --------- |
|  | Франсуаза Полнек | Социалистическая партия | 52,69     |
|  | Анна Кадар       | Новый центр             | 47,31     |